# Lead sheet

Нотная тетрадь

Нотная тетрадь (англ. lead sheet, fake sheet, «соло-лист») — это форма музыкальной нотации, в которой обозначены основные элементы популярной песни: мелодия, слова (текст) и гармония. Мелодия пишется в современной западной нотации, текст песни пишется под нотным станом, а гармония обозначается аккордовыми символами над станом.
В нотной тетради не описываются аккордовые голоса, голосоведение, басовая линия или другие аспекты аккомпанемента. Такие факторы определяются аранжировкой или импровизируется исполнителями, а не являются частью самой песни.
В нотной тетради могут быть также обозначены инструментальная часть или тема, если это считается существенным для идентичности песни. К примеру, гитарный рифф на открытии у Deep Purple в «Smoke on the Water» — это часть песни; любое исполнение песни должно включать в себя гитарный риф, и любая его имитация — это имитация песни. Следовательно, риф будет отражен в нотной тетради.

## Исполнение с нотной тетрадью
Нотная тетрадь часто является единственной формой написания музыки, которая используется в маленьком джазовом ансамбле. Один или несколько музыкантов играют мелодию, в то время как остальная группа импровизирует соответствующий аккомпанемент, основанный на аккордовой последовательности, написанной аккордовыми символами, следуя за импровизацией солиста, а также основываясь на аккордовой последовательности. Точно так же достаточно опытный джазовый пианист должен уметь сопровождать певца и исполнять песню самостоятельно, используя только нотную тетрадь.
Нотная тетрадь также может называться тетрадь для песен, а коллекция таких нотных тетрадей называется «песенники» (англ. fake book) из-за импровизационного характера. Поскольку нотные тетради дают лишь приблизительный набросок мелодии и гармонии, ожидается, что исполнитель или аранжировщик будет много импровизировать. Это отличается от полной партитуры, в которой выписывается каждая нота, которую нужно сыграть в музыкальном произведении.